# Waterside Theatre
Le Waterside Theatre est un théâtre en plein air sur l'île Roanoke, en Caroline du Nord, aux États-Unis. Protégé au sein du Fort Raleigh National Historic Site, il accueille des représentations de The Lost Colony, une pièce de Paul Green qui porte sur la colonie de Roanoke.